# NGC 6744
NGC 6744 je  intermedijarna spiralna galaktika udaljena oko 25 milijuna svj. godina u smjeru zviježđa Paun. Ova je galaktika jedna od najsličnijih našoj Kumovoj slami u našem bližem susjedstvu. Galaksiju odlikuju bogati spiralni kraci i izdužena jezgra.
Galaksija ima barem jednog pratioca izboličenog plimnim silama matične galaksije, nalik našem susjednim galaksijama -  Magellanovim oblacima.

## Poveznice
- NGC 1232

## Vanjske poveznice
- (engl.) SEDS: NGC 6744
- (engl.) Hartmut Frommert: Revidirani Novi opći katalog
- (engl.) Izvangalaktička baza podataka NASA-e i IPAC-a
- (engl.) Astronomska baza podataka SIMBAD
- (engl.) VizieR
- (engl.) Auke Slotegraaf: NGC 6744 Deep Sky Observer's Companion
- (engl.) Courtney Seligman: Objekti Novog općeg kataloga: NGC 6700 - 6749
- (engl.) NGC 6744, a Milky Way-like spiral galaxy  Arhivirana inačica izvorne stranice od 8. veljače 2006. (Wayback Machine)
- (engl.) NGC 6744 (Pav)  Arhivirana inačica izvorne stranice od 4. lipnja 2011. (Wayback Machine)